# Roger Wolcott
Roger Wolcott (13 juillet 1847 - 21 décembre 1900) est un homme politique américain. Membre du Parti républicain, il est lieutenant-gouverneur du Massachusetts de 1893 à 1896 puis gouverneur de ce même État après la mort de Frederic T. Greenhalge. Il est enterré au cimetière de Mount Auburn.